# (37287) 2000 YM101
2000 YM101 (asteroide 37287) é um asteroide da cintura principal. Possui uma excentricidade de 0.24330530 e uma inclinação de 13.52584º.
Este asteroide foi descoberto no dia 28 de dezembro de 2000 por LINEAR em Socorro.